# Родионов, Валерий Васильевич
Валерий Васильевич Родионов (род. 14 апреля 1929, Владимир, РСФСР) — советский художник, народный художник РСФСР (1980), член Союза художников СССР (1956), почётный гражданин Иванова (2018).

## Биография
В 1950 году окончил Ивановское художественное училище, а в 1956 году — факультет живописи Московского государственного академического художественного института им. Сурикова.
С 1955 года участвовал в региональных, областных, республиканских и всесоюзных выставках.
Работал в Художественном фонде, преподавал в Ивановском художественном училище; с 1965 по 1970 год являлся председателем правления Ивановской организации Союза художников, с 1972 года избирался секретарём Союза художников России, избирался членом Ивановского горкома КПСС.

## Творчество
Одна из первых картин — «В ссылку» (1955) в настоящее время принадлежит Ивановскому художественному музею. Среди масштабных работ художника — «Солдат» (1959), «Рабочий отряд» (1964), «Талка» (1974), «Красные ситцы» (1974), «Все лучшее — детям» (1980), «И возродятся храмы» (1997), «Яблочный спас» (2003), «Теплый вечер» (2008) и другие.
Работы находятся в собраниях областных музеях Иванова, Красноярска, Ростова-на-Дону, Ставрополя, Тамбова, Тулы, Тюмени, Министерства культуры России, Дирекции выставок Союза художников России и других частных коллекций в России и за рубежом (Аргентина, Франция, Германия, Польша).

## Награды
- Заслуженный художник РСФСР (1968, Указ Президиума Верховного Совета РСФСР от 23 сентября 1968)[5]
- Медаль «За трудовую доблесть» (1970)
- Областная премия Ленинского комсомола.
- народный художник РСФСР (1980)[6][7]
- Орден Трудового Красного Знамени (1986[8])
- Почётный гражданин Иванова (18 мая 2018[9])
- Почётная грамота Президента Российской Федерации (15 августа 2020) — за заслуги в развитии отечественной культуры и искусства, многолетнюю плодотворную деятельность[10]

## Семья
- Жена — Нина Павловна (1930—2018), народный художник РСФСР (1980).
  - Дети — две дочери.